# Batalha de Seven Pines
A Batalha de Seven Pines, também conhecida como Batalha de Fair Oaks ou Fair Oaks Station, ocorreu em 31 de maio e 1º de junho de 1862, no condado de Henrico, Virgínia, próximo a Sandston, como parte da Campanha da Península da Guerra Civil Americana. Foi a culminação de uma ofensiva na Península da Virgínia pelo general da União George B. McClellan, na qual o Exército do Potomac alcançou os arredores de Richmond.
Em 31 de maio, o general confederado Joseph E. Johnston tentou dominar dois corpos federais que pareciam isolados ao sul do rio Chickahominy. Os ataques confederados, embora não bem coordenados, conseguiram repelir o IV Corpo e infligir pesadas baixas. Reforços chegaram e ambos os lados colocaram mais e mais tropas na ação. Apoiado pelo III Corpo e pela divisão do Major Gen. John Sedgwick do II Corpo do Major Gen. Edwin V. Sumner (que atravessou o rio cheio de chuva na Grapevine Bridge), a posição federal foi finalmente estabilizada. O general Johnston foi gravemente ferido durante a ação, e o comando do exército confederado foi transferido temporariamente para o major-general G. W. Smith. Em 1º de junho, os confederados renovaram seus ataques contra os federais, que trouxeram mais reforços, mas fizeram pouco progresso. Ambos os lados reivindicaram a vitória.
Embora a batalha tenha sido taticamente inconclusiva, foi a maior batalha no Teatro Oriental até aquele momento (e perdendo apenas para Shiloh em termos de baixas até agora, cerca de 11 000 no total). A lesão do general Johnston também teve profunda influência na guerra: levou à nomeação de Robert E. Lee como comandante confederado. O Lee mais agressivo iniciou as Batalhas dos Sete Dias, levando a uma retirada da União no final de junho. Seven Pines, portanto, marcou o mais próximo que as forças da União chegaram a Richmond nesta ofensiva.